# Stanisława Lis

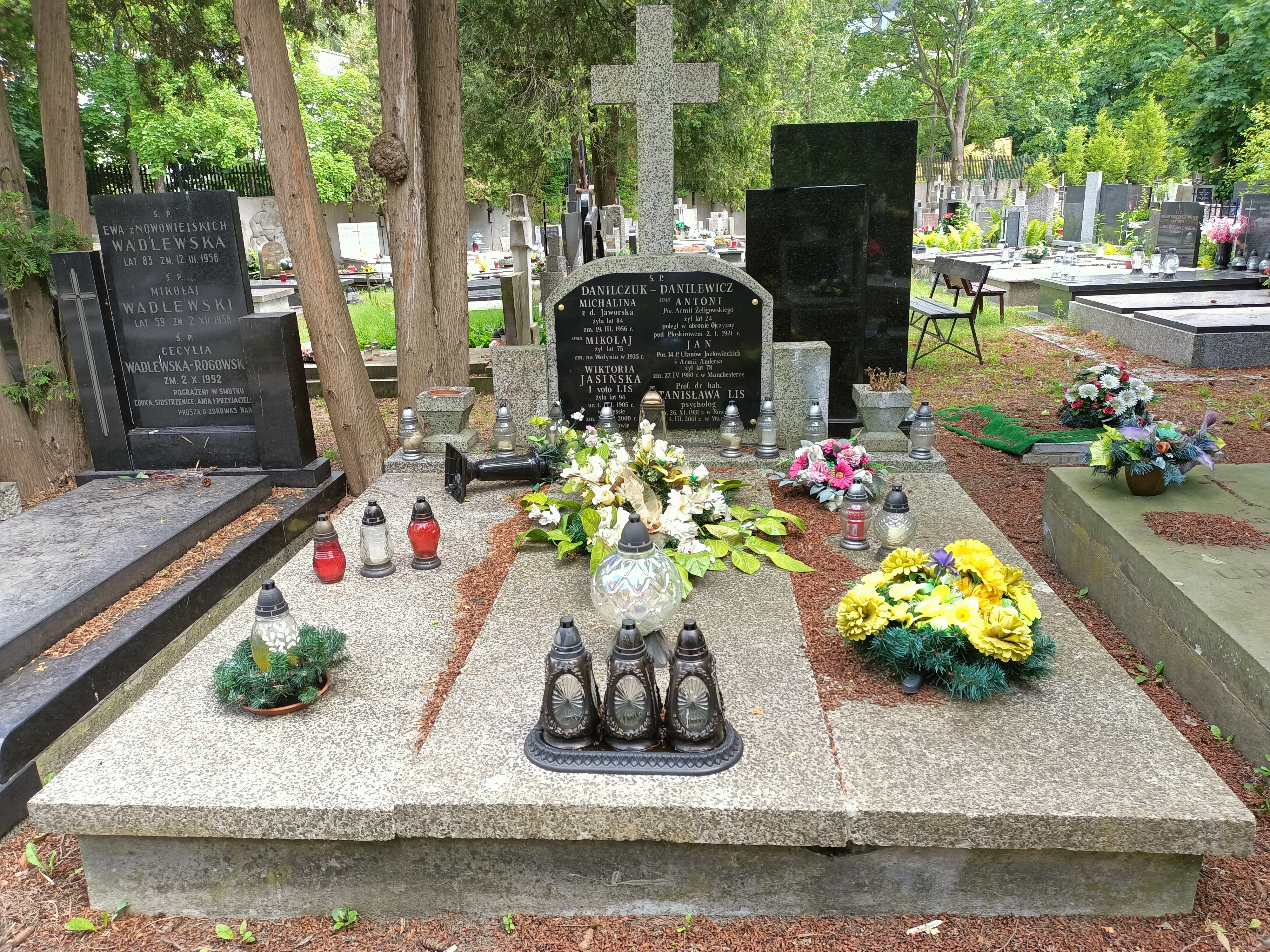
Grób profesor Stanisławy Lis na Cmentarzu Wojskowym na Powązkach

Stanisława Lis (ur. 26 listopada 1931, zm. 4 marca 2001) − polska psycholog, profesor nauk humanistycznych, pracownik naukowy Wydziału Psychologii Uniwersytetu Warszawskiego, wieloletnia Kierownik Katedry Psychologii Rozwoju Człowieka. Zajmowała się rozwojem psychicznym człowieka, zwłaszcza rozwojem psychoruchowym i społecznym dzieci do okresu dorastania.

## Kariera naukowa
Studia wyższe ukończyła w 1956 roku na Katolickim Uniwersytecie Lubelskim. W roku 1966 w Instytucie Psychologii Uniwersytetu Warszawskiego uzyskała stopień doktora nauk humanistycznych w zakresie psychologii ze specjalnością psychologia rozwoju człowieka. Promotorem pracy doktorskiej była Halina Spionek. W 1978 roku uzyskała stopień doktora habilitowanego. Tytuł naukowy profesora nauk humanistycznych uzyskała w 1993 roku. zmarła 4 marca 2001 i została pochowana na Cmentarzu Wojskowym na Powązkach kwatera G, rząd 3, grób 11 i 12.

## Wybrane publikacje
- Lis, St. (1979). Wczesne uwarunkowania rozwoju psychicznego dzieci. Warszawa: PWN.
- Lis, St. (1992). Proces socjalizacji dziecka w środowisku pozarodzinnym. Warszawa: PWN.
- Lis, St. (1983). Assessment of developmental prognosis in infants in the first trimestr of life. W: H. D. Rösler, J. P. Dass, & J. Wald (Eds.), Problems of Mental and Language Retardation. Berlin.
- Lis, St. (1994). Late psychological consequences of cerebral meningitis in children 5-13 years old. Childhood, 2, 164-170.
- Lis, St. (1999). Characteristics of attachment behavior in institution-reared children. W: P. M. Crittenden (Ed.), The Organization of Attachment Relationship. Cambridge University Press.[4]

## Współpraca międzynarodowa
Współpracowała z prof. J. Williamsem z Wake Forest University w USA.